# Mediterraneo (album)
A Mediterraneo Toto Cutugno 1987-ben kiadott nagylemeze. A Napoli című dalban angol nyelvű részletek is elhangzanak. A címadó dalon, illetve az említett Napolin kívül az Una Domenica Italiana, a Figli, az Il Sognatore és a C'est Venice című dalok lettek slágerek.

## Dalok
1. Una domenica italiana
2. Io amo
3. Figli
4. C'est Venice
5. Il sognatore
6. Hei guarda chi c'é
7. Mediterraneo
8. Canzone d'amore
9. Napoli
10. Amico del cuore
11. Caspita

## Közreműködött
- Toto Cutugno - ének, zongora, szintetizátorok, szaxofon
- Roberto Barone - basszusgitár, vokál
- Gaetano Leandro - szintetizátorok, programok
- Pinuccio Pirazzoli - gitár
- Lele Melotti - basszusgitár
- Gianni Madonini - programok
- Moreno Ferrara - gitár, vokál
- Paolo Steffan - programok, vokál
- Pinuccio Angelillo - szaxofon
- Viviana Tenzi, Bob Fiorino - vokál